# Perikles Kakousis
Perikles Kakousis (n. 1879, Egina, Administrația descentralizată a Atticii⁠(d), Grecia – d. 1939) a fost un halterofil ce a reprezentat Grecia, medaliat olimpic. A participat la o ediție a Jocurilor Olimpice (1904) în care a câștigat o medalie de aur.